# Шабловский, Захар Вадимович
Заха́р Вади́мович Шабло́вский (род. 10 ноября 2000, Йошкар-Ола) — российский хоккеист, нападающий.

## Карьера
Захар Шабловский начал заниматься хоккеем в родной Йошкар-Оле в школе местного «Спартака». Выступал на первенстве регионов в своей возрастной категории, а также различных юношеских турнирах. В 2018 году переехал в Нижний Новгород, где начал выступать в молодёжной команде «торпедовцев» на первенстве России, а чуть позже дебютировал за молодёжную команду — «Чайка», на уровне МХЛ.
В сезоне 2018/2019 перешёл в систему московского «Спартака», где сначала провёл стабильный сезон в молодёжной команде, а уже в сезоне 2019/2020, 19 сентября 2019 года, дебютировал за основной состав в Континентальной хоккейной лиге, в гостевой игре против магнитогорского «Металлурга». Всего, в сезоне 2019/2020 Шабловский отыграл в 11 матчах за основной состав красно-белых и отметился одной результативной передачей. Также хоккеист привлекался к играм ВХЛ за аффилированный клуб — воскресенский «Химик»

## В сборной
В 2019 году начал привлекаться в состав молодёжной сборной России. Принимал участие в Турнире четырёх наций, который проходил в словацком городе Пьештяни c 11 апреля по 13 апреля 2019 года. Выступал за команду на международном турнире «Кубок Чёрного моря», проходившем в Сочи с 26 по 28 мая 2019 года. Также принял участие в молодёжной суперсерии Subway Super Series — 2019. На этом турнире Шабловский провёл четыре матча и отметился одной заброшенной шайбой.